# Église Notre-Dame du Val-Romigier
Ancienne église paroissiale du village de Mornas, l'église Notre-Dame du Val-Romigier se dresse au pied de la forteresse. D'origine romane, elle a été à plusieurs reprises agrandie et restaurée à la suite des différents sièges du château.

## Historique
Mentionnée dès 818 dans une donation de Louis le Pieux à l'abbaye d'Aniane, elle était à l'origine placée sous le vocable de saint Jean-Baptiste avant d'être ensuite dédiée à Notre-Dame à une date indéterminée.

L'édifice actuel, qui peut être daté du milieu du XIIe siècle, a été agrandi à l'époque gothique et restauré à plusieurs reprises.

L'église Notre-Dame du Val-Romigier est classée monument historique par arrêté du 21 mars 1910

## Description
L'église romane d'origine, orientée à l'est, avait un plan très classique : nef unique de deux travées voûtée sur berceau, terminée par un transept saillant avec un chevet à une abside et deux absidioles. La croisée du transept est couverte par une coupole sur trompes soutenant le clocher quadrangulaire, et les croisillons sont comme la nef voûtés sur berceau. L'abside et les absidioles sont voûtées en cul-de-four.

À l'époque gothique, la face méridionale des croisillons fut ouverte pour laisser place à des chapelles latérales : deux au nord et une au sud.

On accède à l'église par un porche située au sud, au niveau de la première travée de la nef. Il abrite deux portails : un grand, roman, ouvrant directement sur la nef, et un gothique, ouvrant perpendiculairement au mur de la nef sur la chapelle latérale sud.

L'imposante tour du clocher a été à plusieurs reprises restaurée et surhaussée.

## Galerie photographique

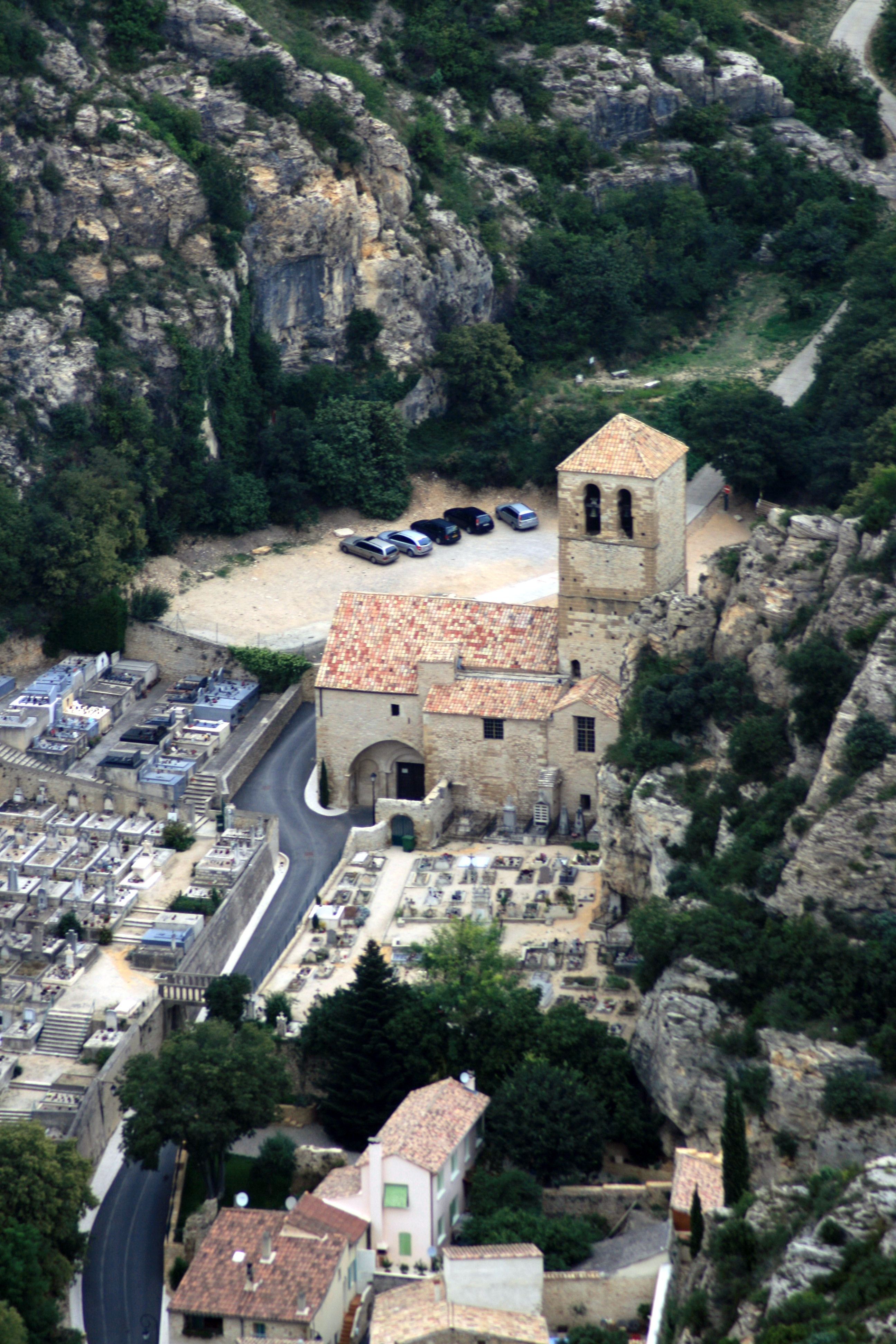
Vue aérienne de l'église.
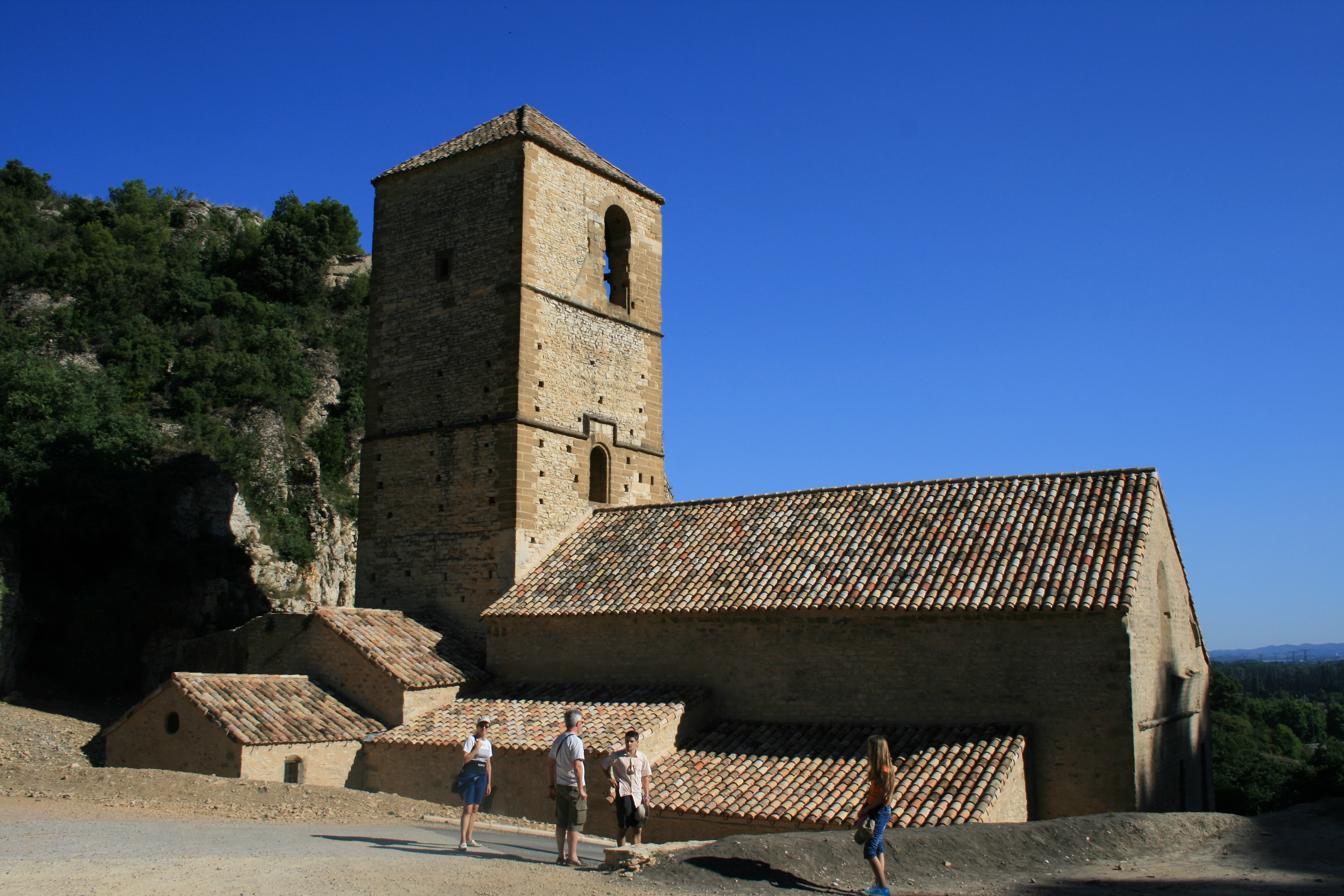
Une église qui surplombe le village.
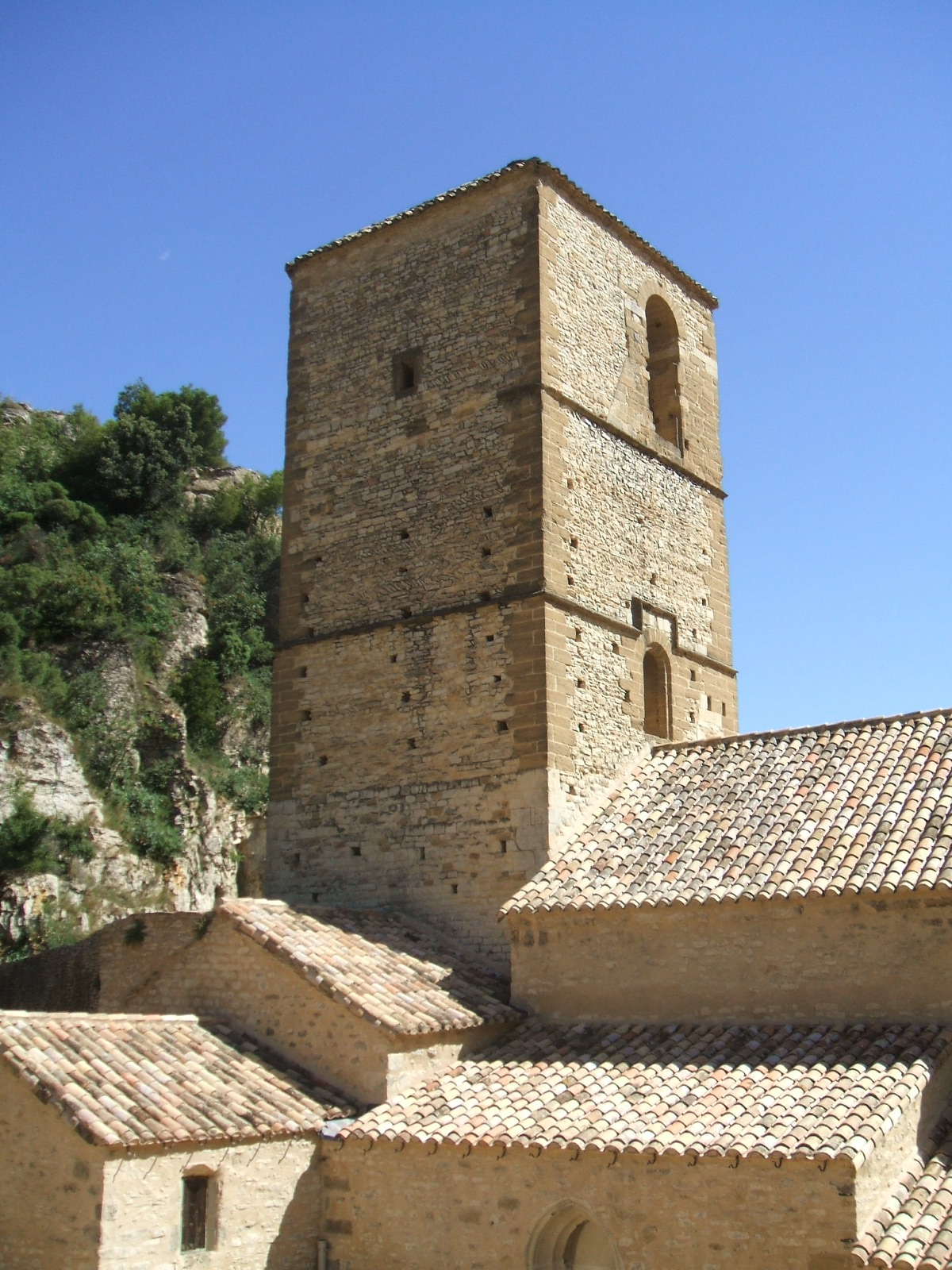
Le clocher vu du nord
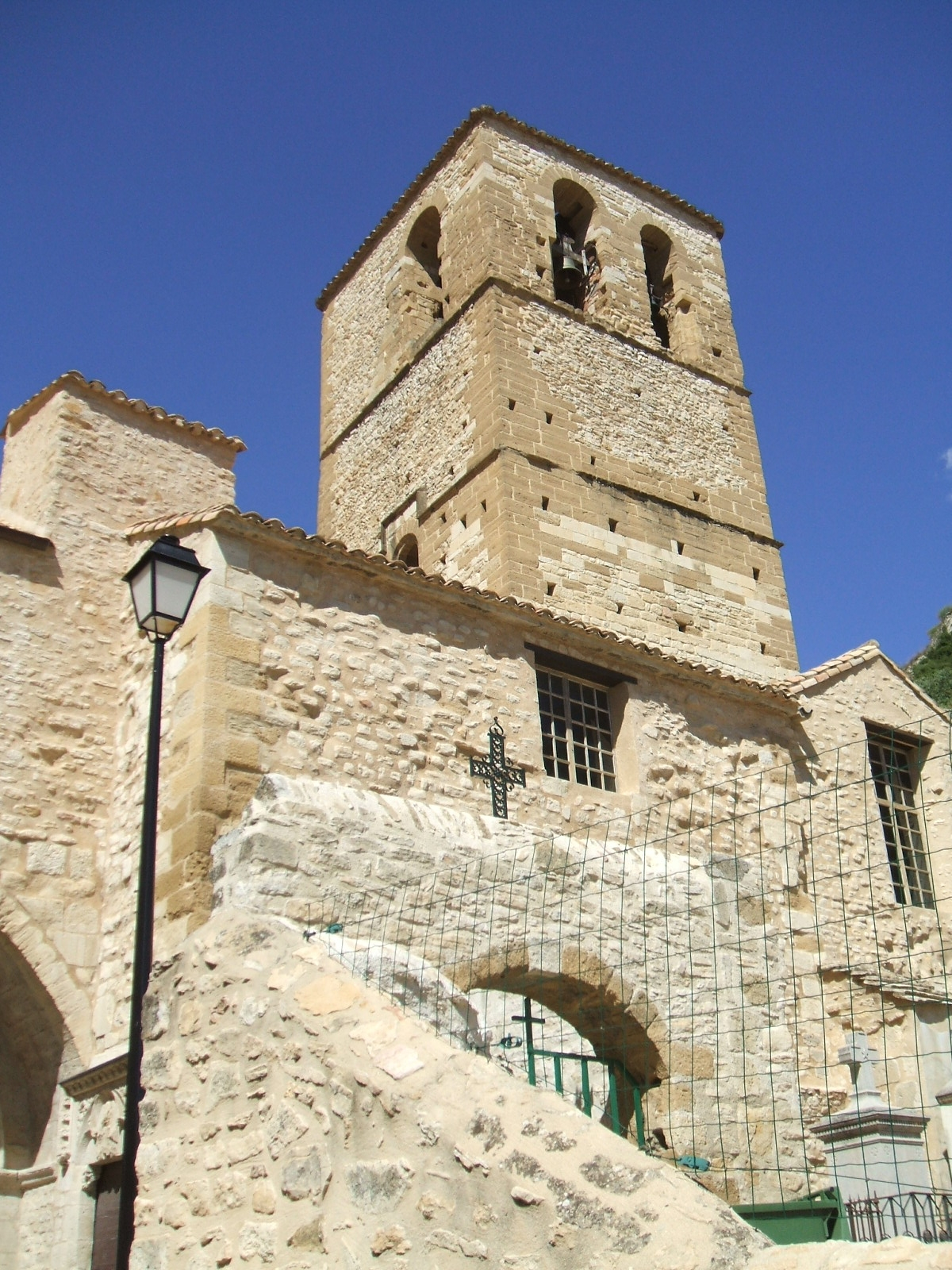
Le clocher vu du sud
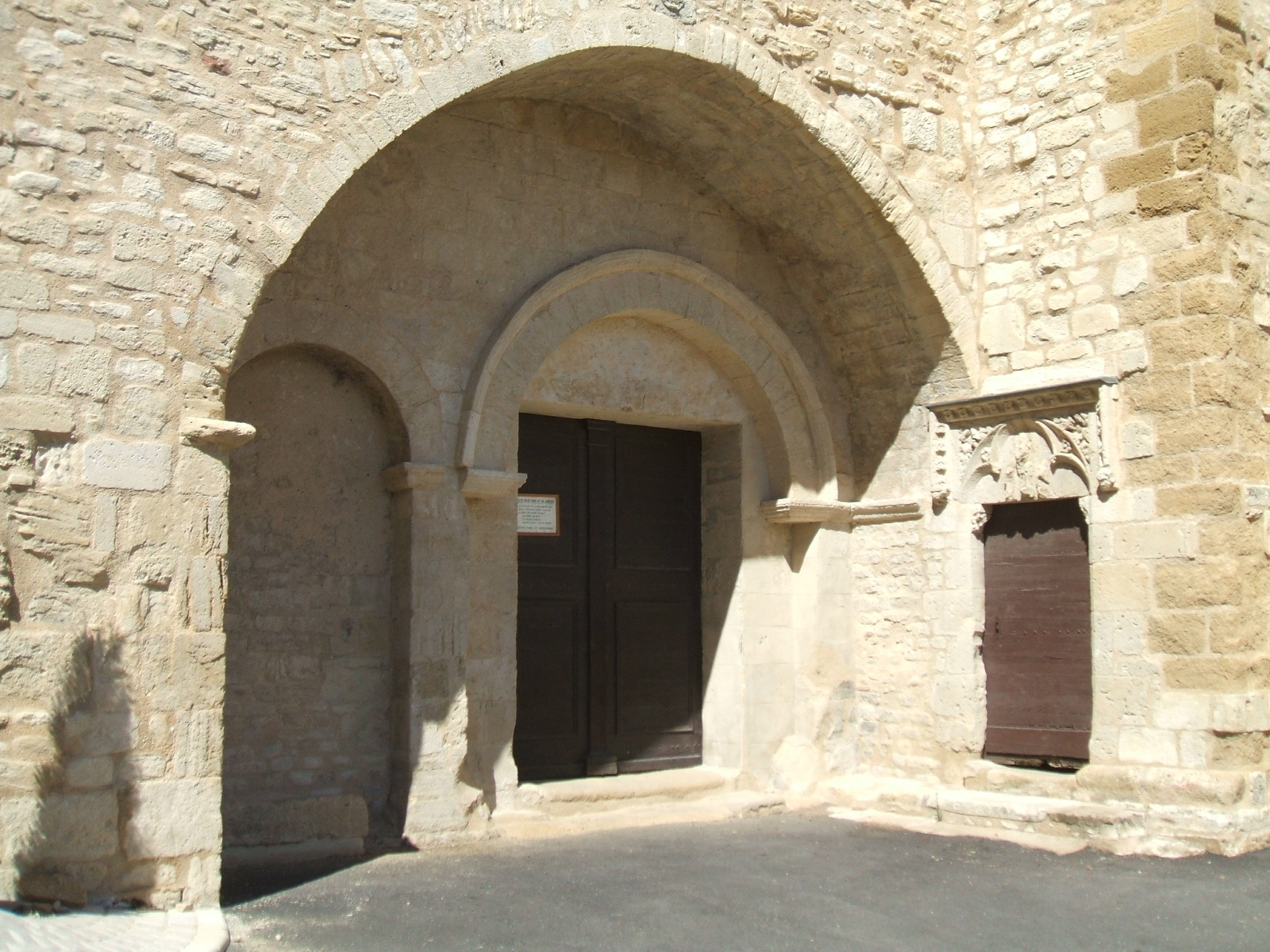
Porche sud : portail gothique